# Hôtel de ville de Perpignan
L’hôtel de ville de Perpignan, situé 8 place de la Loge, héberge la mairie de la commune de Perpignan. C'est un monument typique de l'architecture roussillonnaise.

## Localisation
Il est attenant à l'ancien palais de justice de Perpignan.

## Historique
En 1172, Girard, dernier comte de Roussillon, a fait rédiger les coutumes de Perpignan qui se trouvent dans le Livre vert majeur des archives de la ville. Le comté de Roussillon a été légué au roi d'Aragon Alphonse II d'Aragon. Perpignan est une ville sous la seigneurie du roi.
Une charte est accordée par le roi Pierre II d'Aragon aux habitants de la ville de Perpignan le 7 des calendes de mars 1196 ou 1197. Elle prévoit que cinq consuls devant veiller à la conservation, l'avantage et la sûreté des habitants de Perpignan, soient élus pour une durée d'un an. Au bout d'un an, si les consuls ne veulent pas continuer l'exercice, s'il ne sont pas jugés utiles, ou si la nécessité l'exige, il doit être procédé à la nomination de cinq nouveaux consuls, au choix de tout le peuple,. Le pouvoir civil et militaire sont restés entre les mains des officiers du roi. Pierre II a confirmé par lettres-patentes du 13 octobre 1207 les coutumes de la ville. Celles-ci prévoient que les habitants de Perpignan doivent plaider devant le roi ou son bailli à Perpignan.
Il existe une maison commune ou loge à partir du XIIIe siècle.

## Agrandissement du bâtiment
Des travaux d'agrandissement sont faits en 1318 sur la place de la Loge, place importante de la ville qui avait la présence de différents pouvoirs locaux :  la Bourse des Marchands ou Loge de Mer ou encore place dels richs homes (catalan), l'Hôtel de Ville et le Palais de la Députation. Il disposait d'un plafond peint du XIVe siècle, et de corbeaux sculptés d’un bestiaire fantastique.  Ces travaux sont autorisés par le roi Sanch de Majorque. En 1368, les consuls ont acheté une maison entre la première salle et la rue de la Barre en vue d’un nouvel agrandissement. La cour intérieure et son portique qui s’étendent sur 2 ailes du bâtiment datent de l’époque de Charles Quint, au XVIe siècle. Quant aux 2 grandes salles situées dans l’aile Est de l’édifice, elles ont été construites lors de la campagne de travaux qui eut lieu entre 1591 et 1605.  L'ancienne salle des consuls ou salle Arago, située dans la Loge de Mer attenante, au rez-de-chaussée et au 1er étage, la salle actuelle du conseil municipal, ou salle Saint-Jean. Cette dernière était auparavant aménagée en chapelle dédiée à la Vierge et au saint patron de la ville, saint Jean-Baptiste. Puis tout à la fin du XVIIe siècle, d’importants aménagements intérieurs ont été faits qui modifient la distribution du bâtiment. L'essentiel des travaux d'agrandissement et de rehaussement, a eu lieu aux XVIIe et XVIIe siècles. Et au début du XXe siècle, la façade principale a été profondément remaniée. Seules les grilles en fer forgé de ses larges portes, datent de 1710. Pour terminer, la partie de la façade comprise entre la Loge de mer et l’hôtel de ville fut reconstruite en 1951.

## Architecture et décoration
Le bâtiment consiste donc en un palais consulaire et une façade gothique. Sur cette façade, sont plantés trois « bras » de bronze, ou plutôt une main, un avant-bras et un bras. Il s’agit des trois « mains » de Perpignan, c’est-à-dire les trois catégories d’habitants dans lesquelles étaient choisis les consuls qui géraient la ville. Il s'agit d'une institution très ancienne puisqu’elle date de la fin du XIIe siècle. La « main majeure » comprenait les bourgeois et les riches mercaders (négociants). La « main moyenne », les légistes, les notaires, les médecins, les apothicaires (ceux qu’on regroupe aujourd’hui sous le terme de professions libérales) mais aussi les boutiquiers et les fabricants de drap. La « main mineure » enfin, était celle des plus modestes : jardiniers, ouvriers, artisans... Du plus riche au moins riche donc. La main majeure fournissait 3 consuls. Les mains moyenne et mineure deux consuls chacune. Et c’est la population tout entière, mais seulement les hommes, qui votait pour les désigner. Par ailleurs, la façade de cailloux roulés représente une des caractéristiques typiques de l'architecture catalane.
Le patio accueille un des chefs-d’œuvre d’Aristide Maillol, la Méditerranée. Cette sculpture médite au centre du patio.
À l'intérieur, l’actuelle salle des mariages, ou salle consulaire, au rez-de-chaussée, possède un magnifique plafond peint à caissons étoilés datant de la fin du XVIe siècle et repris par la suite pour raviver les couleurs. C'est un exemple du style hispano-mauresque. Au XIXe siècle, un décor foisonnant vient s'ajouter au plafond existant.
La salle Arago, située au premier étage de la Loge de Mer attenante, est ornée de vestiges d'un décor néogothique ainsi que trois grands tableaux de Henry Perrault.
L'hôtel de ville de Perpignan est classé au titre des monuments historiques par arrêté du 12 juillet 1886.